# Puchar Chorwacji w piłce siatkowej mężczyzn (2024/2025)
SuperSport Puchar Chorwacji im. Vinko Dobricia 2024/2025 (chorw. SuperSport Kup Hrvatske Vinko Dobrić 2024/2025) – 32. edycja siatkarskiego Pucharu Chorwacji zorganizowana przez Chorwacki Związek Piłki Siatkowej (chorw. Hrvatski odbojkaški savez, HOS). Rozpoczęła się 16 listopada 2024 roku. Wzięło w niej udział 15 drużyn.
Rozgrywki składały się z 1/8 finału, ćwierćfinałów, półfinałów oraz finału. We wszystkich rundach obowiązywał system pucharowy, a o awansie decydowało jedno spotkanie.
Finał odbył się 22 marca 2025 roku w hali sportowej Zeleni brijeg (chorw. sportska dvorana Zeleni brijeg) w Sisaku. Po raz czwarty Puchar Chorwacji zdobył MOK Mursa Osijek, który w finale pokonał HAOK Mladost Zagrzeb. Najlepszym zawodnikiem (MVP) finału został wybrany Leo Andrić.
Rozgrywki poświęcone były pamięci byłego siatkarza i trenera Vinka Dobricia. Sponsorem tytularnym Pucharu Chorwacji została spółka prowadząca działalność bukmacherską Super Sport.

## System rozgrywek
Rozgrywki o Puchar Chorwacji w sezonie 2024/2025 składały się z 1/8 finału, ćwierćfinałów, półfinałów i finału. Nie rozgrywano meczu o 3. miejsce. W 1/8 finału uczestniczyli zwycięzcy pucharów regionalnych oraz drużyny występujące w sezonie 2023/2024 w Superlidze. We wszystkich rundach obowiązywał system pucharowy, a o awansie decydowało jedno spotkanie.
| Puchar regionalny                                   | Zdobywca pucharu       | *     |
| --------------------------------------------------- | ---------------------- | ----- |
| Puchar Regionu Północnego (Kup Regija Sjever)       | MOK Čazma              | [ 7 ] |
| Puchar Slawonii i Baranji (Kup Slavonije i Baranje) | MOK Željezničar Osijek | [ 8 ] |
| Przedstawiciel Regionu Zachodniego (Regija Zapad)   | MOK Umag               |       |
| Przedstawiciel Regionu Południowego (Regija Jug)    | —                      | [ 9 ] |

Przed każdą rundą przeprowadzano losowanie wyłaniające pary meczowe. Losowanie 1/8 finału odbyło się 5 listopada, ćwierćfinałów – 22 listopada, a półfinałów – 13 grudnia.
Przed losowaniem 1/8 finału drużyny podzielono na rozstawione i nierozstawione. Rozstawionych zostało osiem najlepszych zespołów Superligi sezonu 2023/2024.
| Drużyny rozstawione | Drużyny rozstawione  |
| ------------------- | -------------------- |
| 1.                  | HAOK Mladost Zagrzeb |
| 2.                  | OK Ribola Kaštela    |
| 3.                  | MOK Mursa Osijek     |
| 4.                  | OKM Centrometal      |
| 5.                  | MOK Marsonia         |
| 6.                  | OK Cratis Varaždin   |
| 7.                  | OK Rovinj            |
| 8.                  | MOK Rijeka           |

| Drużyny nierozstawione |
| ---------------------- |
| MOK Čazma              |
| OK Medicinar Trnje     |
| OK Split               |
| MOK Umag               |
| OK Sisak               |
| OK Zadar               |
| MOK Željezničar Osijek |

Do drużyn rozstawionych dolosowywano drużyny nierozstawione. W ten sposób powstały pary 1/8 finału. Gospodarzami meczów w parach były zespoły nierozstawione.
| Para 1 | drużyna nierozstawiona | HAOK Mladost Zagrzeb |
| Para 2 | drużyna nierozstawiona | OK Ribola Kaštela    |
| Para 3 | drużyna nierozstawiona | MOK Mursa Osijek     |
| Para 4 | drużyna nierozstawiona | OKM Centrometal      |
| Para 5 | drużyna nierozstawiona | MOK Marsonia         |
| Para 6 | drużyna nierozstawiona | OK Cratis Varaždin   |
| Para 7 | drużyna nierozstawiona | OK Rovinj            |
| Para 8 | drużyna nierozstawiona | MOK Rijeka           |

Losowanie par ćwierćfinałowych odbyło się zgodnie z zasadą, że do zwycięzców par 1–4 1/8 finału dolosowano zwycięzców par 5–8. Gospodarzami meczów były drużyny niżej sklasyfikowane w rozgrywkach ligowych sezonu 2023/2024, z tym że jeśli klub zajmujący niższą pozycję pokonał w 1/8 finału zespół rozstawiony, przejmował jego status.
W losowaniu par półfinałowych wszystkie kluby, które awansowały z ćwierćfinałów, uczestniczyły na równych zasadach. Gospodarzami spotkań były drużyny wylosowane jako pierwsze.

## Drużyny uczestniczące
Prawo uczestnictwa w Pucharze Chorwacji w sezonie 2024/2025 miały zespoły występujące w sezonie 2023/2024 w Superlidze oraz zwycięzcy pucharów regionalnych – łącznie 16 drużyn. W rozgrywkach brało udział 15 zespołów, ponieważ nie zgłosił się do nich przedstawiciel Regionu Południowego.
| Superliga (10 drużyn) | Superliga (10 drużyn) |
| --------------------- | --------------------- |
| OKM Centrometal       | półfinał              |
| OK Cratis Varaždin    | ćwierćfinał           |
| MOK Marsonia          | 1/8 finału            |
| HAOK Mladost Zagrzeb  | finał                 |
| MOK Mursa Osijek      | zwycięstwo            |
| OK Ribola Kaštela     | półfinał              |
| MOK Rijeka            | ćwierćfinał           |
| OK Rovinj             | ćwierćfinał           |
| OK Sisak              | 1/8 finału            |
| OK Split              | ćwierćfinał           |

| 1. liga (4 drużyny)    | 1. liga (4 drużyny) |
| ---------------------- | ------------------- |
| MOK Čazma              | 1/8 finału          |
| OK Medicinar Trnje     | 1/8 finału          |
| OK Zadar               | 1/8 finału          |
| MOK Željezničar Osijek | 1/8 finału          |

| 2. liga (1 drużyna) | 2. liga (1 drużyna) | 2. liga (1 drużyna) |
| ------------------- | ------------------- | ------------------- |
| MOK Umag            | Regija Zapad        | 1/8 finału          |

## Rozgrywki
Godziny podane są według strefy czasowej UTC+1.

### 1/8 finału
| 16 listopada 2024 20:00 Źródło: | Željezničar Osijek | 0:3 (7:25, 13:25, 14:25) | Mladost Zagrzeb | NSD Gradski vrt, Osijek Widzów: 95 Sędzia: Damir Pišćak i Damir Horvat |

| 16 listopada 2024 17:00 Źródło: | Sisak | 0:3 (15:25, 13:25, 10:25) | Ribola Kaštela | Dvorana Zeleni brijeg, Sisak Widzów: 60 Sędzia: Mario Babić i Igor Pihler |

| 16 listopada 2024 11:00 Źródło: | Umag | 0:3 (12:25, 15:25, 9:25) | Centrometal | OŠ Marije i Line, Umag Widzów: 30 Sędzia: Mihaela Curać i Elena Mujakić |

| 16 listopada 2024 17:00 Źródło: | Split | 3:2 (25:21, 23:25, 25:19, 22:25, 17:15) | Marsonia | Sportski centar Bazeni Poljud, Split Widzów: 50 Sędzia: Dominik Hamer i Aleksandra Lipić |

| 16 listopada 2024 20:00 Źródło: | Medicinar Trnje | 1:3 (16:25, 21:25, 25:22, 16:25) | Cratis Varaždin | ŠSD Boško Božić Pepsi, Zagrzeb Widzów: 22 Sędzia: Bruno Muha i Bojan Bardić |

| 16 listopada 2024 16:00 Źródło: | Zadar | 0:3 (16:25, 19:25, 9:25) | Rovinj | Dvorana Krešimira Ćosića, Zadar Sędzia: Joško Perajica i Sanda Žaja |

| 16 listopada 2024 18:00 Źródło: | Čazma | 0:3 (20:25, 13:25, 14:25) | Rijeka | OŠ Čazma, Čazma Widzów: 80 Sędzia: Matija Šulc i Tin Vedriš |

Wolny los: Mursa Osijek

### Ćwierćfinały
| 7 grudnia 2024 20:00 Źródło: | Rovinj | 0:3 (21:25, 12:25, 20:25) | Mladost Zagrzeb | Dvorana Gimnasium, Rovinj Widzów: 40 Sędzia: Ana Stipaničev Matečić i Mihaela Curać |

| 6 grudnia 2024 19:00 Źródło: | Split | 2:3 (18:25, 25:17, 26:24, 16:25, 9:15) | Ribola Kaštela | Sportski centar Bazeni Poljud, Split Widzów: 50 Sędzia: Ivan Jukić i Marin Sladić |

| 7 grudnia 2024 17:00 Źródło: | Cratis Varaždin | 0:3 (15:25, 14:25, 20:25) | Mursa Osijek | GSD Varaždin, Varaždin Widzów: 70 Sędzia: Tajana Kramar Šandl i Dominik Hamer |

| 7 grudnia 2024 17:00 Źródło: | Rijeka | 1:3 (25:17, 19:25, 14:25, 21:25) | Centrometal | Dvorana Mladosti, Rijeka Widzów: 40 Sędzia: Vladimir Simonović i Ksenija Jurković |

### Półfinały
| 25 lutego 2025 20:00 Źródło: | Mursa Osijek | 3:0 (25:14, 25:20, 25:18) | Centrometal | NSD Gradski vrt, Osijek Widzów: 250 Sędzia: Tajana Kramar Šandl i Dominik Hamer |

| 26 lutego 2025 20:00 Źródło: | Ribola Kaštela | 2:3 (18:25, 25:20, 25:21, 21:25, 12:15) | Mladost Zagrzeb | Gradska dvorana, Kaštel Stari Widzów: 400 Sędzia: Dalibor Tota i Želimir Kušljić |

### Finał
| 22 marca 2025 20:00 Źródło: | Mursa Osijek | 3:2 (26:28, 24:26, 25:23, 25:23, 17:15) | Mladost Zagrzeb | Dvorana Zeleni brijeg, Sisak Widzów: 500 Sędzia: Toni Ivković i Ivan Jukić |